# 環滬港國際自行車大賽
環滬港國際自行車大賽是2006年至2010年期間的一项每年（2009年除外）在香港、上海以及中國內地其他地區举行的职业自行車赛事。它是 2.2类UCI洲際巡迴賽的一部分。 